# Битва на Нарове
Битва на Нарове — сражение в устье реки Нарва (Нарова) в ходе новгородско-ливонской войны 1443—1448 годов.
После двухлетнего перемирия ливонский магистр готовил новый поход в новгородские владения и собирал войско в Нарве. За время перемирия он обеспечил себе поддержку Тевтонского ордена. Одна часть войска шла в Нарву сухопутным путём через Мемель, а другая часть с вооружением и продовольствием, шла на кораблях, пытаясь войти в устье Нарвы. Из Пруссии был послан также опытный специалист по артиллерии. В устье Нарвы произошло решающее сражение орденских сил с новгородцами, которыми руководил князь Александр Чарторыйский.
3 июля 1447 года близ устья появились немцы «на бусахъ и на шнекахъ». 6 июля при попытке орденской эскадры прорваться в Нарву новгородский ладейный флот атаковал вражеские корабли. Два тевтонских корабля сумели прорваться через оборону, однако два других сели на мель и были взяты новгородцами на абордаж. На этих двух суднах, как явствует из письма тевтонского магистра, тевтонцы потеряли убитыми и пленными 100 человек, а ливонцы — 40. Также было, вероятно, захвачено одно ливонское судно. Русские летописи летописи сообщают сходные данные о потерях «побита Немець много, а иныи в море истопоша, и иныхъ руками поимаша, осмидесять человекъ убиша» (Летопись Авраамки) или «много их на море в бусах погибоша, а инии истопоша в мори,а инех руками поимаша 80 и 4 немчина» в том числе и «два князца яша немецькая» (Псковская первая летопись).
Залогом успеха новгородцев был правильный выбор места сражения, поскольку среди песчаных отмелей речного устья лёгкие новгородские ладьи с небольшой осадкой имели естественное преимущество. Несмотря на поражение шедшей к нему тевтонской эскадры, магистр Ливонского ордена решился на наступление, но осада Яма не имела успеха. Это предопределило его готовность заключить мир в 1448 году.